# Вулканы Фиджи
Список действующих и потухших вулканов Фиджи.
| Название   | Высота | Координаты                 | Последнее извержение |
| ---------- | ------ | -------------------------- | -------------------- |
| Коро       | 522 м  | 17°19′ ю. ш. 179°24′ в. д. | Голоцен              |
| Набукелеву | 805 м  | 19°07′ ю. ш. 177°59′ в. д. | 1660 ± 30 лет        |
| Ротума     | 256 м  | 12°30′ ю. ш. 177°51′ в. д. | Голоцен              |
| Тавеуни    | 1241 м | 16°49′ ю. ш. 179°58′ з. д. | 1550 ± 100 лет       |